# 格朗方丹 (汝拉州)
格朗方丹（法語：Grandfontaine，法語發音：[ɡʁɑ̃fɔ̃tɛn]）是瑞士汝拉州的一个市镇，位於該國西北部，与法国杜省接壤，面積8.98平方公里，海拔高度529米，2011年人口366，八成半人口信奉羅馬天主教，人口密度每平方公里41人。